# Viviane Candas
Viviane Candas, née le 2 novembre 1954 à Paris, est une scénariste et réalisatrice française.

## Biographie
Née à Paris, Viviane Candas a été marquée par l'Algérie où elle grandit et par l'engagement de ses parents anticolonialistes et avocats du FLN. Après des études secondaires au lycée Descartes d'Alger puis au lycée Thiers à Marseille, elle étudie les arts plastiques à la faculté d'Aix-en-Provence, puis s'installe à Paris en 1978 pour sa maîtrise en cinéma et suit les cours d'art dramatique de Daniel Mesguich et Blanche Salant. Elle commence alors à réaliser des films, portraits, documentaires ou expérimentaux, avant sa rencontre avec Paulo Branco qui produit ses premiers longs-métrages de fiction.
Elle a publié deux romans et touché au théâtre, mais le cinéma reste sa pratique artistique privilégiée. Elle dessine en storyboard ses films et scénarise des vies de peintre (Valadon et Utrillo). On lui doit un moyen-métrage sur la naissance du cubisme (L'Estaque ou Cézanne, la voie de la modernité).
Dans la même ligne et reprenant un tournage de 1986, Viviane Candas et la collaboratrice de tous ses films, la chef-monteuse Claudine Dumoulin, travailleront un an au montage de MarseilleS, nouvel essai sur le racisme, l'immigration et l'extrême droite pensés dans leur perspective historique (2022)

## Œuvre cinématographique
La figure du père, perdu enfant en Algérie, traverse son cinéma. Candas ne filmerait même que l’ombre portée de son absence qu’elle tente de remplir de vie. Cette pulsion anime les jeunes corps en exhibition dans Les Baigneuses et se retrouve mûrie mais toujours ardente dans Suzanne, film pour lequel elle a rencontré Jean-Claude Carrière. Ils travailleront ensemble à l'adaptation des Contes des Mille et Une Nuits dont ils tireront plusieurs scénarios.

### Courts métrages (1985-1998)
De 1985 à 1998, Viviane Candas a réalisé plusieurs courts-métrages dont Vénus en Scorpion en 1989 (Prix Canal+) adapté de son roman éponyme publié en 1989 aux éditions Robert Laffont.

### L'Estaque 1870-1914(1995)
Comment Cézanne ouvrit la voie au cubisme. L'Estaque a vu naître la peinture moderne. Sa lumière fascina Cézanne, Monticelli puis les Fauves Derain, Dufy, et Georges Braque.
Sur une journée à la course du soleil et en un lieu, L'Estaque, se raconte la naissance de la peinture moderne dominée par la figure de Cézanne qui révolutionne les lois de la perspective classique. Plus tard, Derain y épanouit son fauvisme et Braque y peint ses premiers tableaux cubistes dont Les Usines du Rio Tinto (1910). Le cubisme annonçait la Première Guerre mondiale et anticipait l’ère post industrielle.

### Les Baigneuses
Une expérience de cinéma pictural dans l’univers des peep-shows.
Tourné dans un peep-show de la rue Saint-Denis, ce film se place du côté des filles, leurs soucis, rires ou rêves, plutôt que des clients. Pourtant l’un d’eux se prétend le père de l’une d’elles. Fantasme ou vrai drame ? Cet homme déchu traverse les cercles sensuels où domine la pulsion de voir et l’interdit du toucher, avant d’atteindre le  cœur de sa quête.
Avec Jean-Pierre Kalfon, Aïssa Maïga, Ann-Gisel Glass, André Marcon, Charlie Bazire, Nadège Beausson-Diagne, Carolkim Tran, Laurence Gormezano, Emmanuelle Michelet.

### Suzanne(2006)
Viviane Candas met en scène l’amour et le désir de vieillards, qui sont des jeunes comme les autres.
Après la mort de sa femme musicienne (Édith Scob), Franck (Patrick Bauchau), septuagénaire, se sent perdu. Son ami Max (Jean-Pierre Kalfon), coureur de jupons, et sa fille Sabine (Claude Perron) l’accueillent successivement chez eux, mais c’est sa rencontre avec Suzanne (Christine Citti) qui va lui redonner goût à la vie. Elle n’est pas de son monde, ni de son âge, mais sera pourtant son dernier amour…

### Le voile brûlé(2013)
Long métrage adapté du roman Le Voile brûlé (Flammarion, 2004).
Dans la cité où ils vivent, un frère veut empêcher sa sœur de faire du théâtre. Elle négocie avec lui qu’elle jouera voilée. À la fin du spectacle, le public lui demande d’enlever son voile.

### Algérie du possible(2015)
En rencontrant ses anciens compagnons de combat, le film suit le parcours d’Yves Mathieu, né à Annaba, anticolonialiste en Afrique Noire puis avocat du FLN. À l’Indépendance de l’Algérie, il rédige les décrets de mars sur les biens vacants et l’autogestion, promulgués en 1963 par Ahmed Ben Bella. La vie d’Yves Mathieu est rythmée par ses engagements dans une Algérie qu’on appelait alors « Le Phare du Tiers-Monde ». Viviane Candas, sa fille, revient sur les conditions de son décès en 1966.
Dans la même ligne et reprenant un tournage de 1986, Viviane Candas et la collaboratrice de tous ses films, la chef-monteuse Claudine Dumoulin, travailleront un an au montage de MarseilleS, nouvel essai sur le racisme, l'immigration et l'extrême droite pensés dans leur perspective historique (2022)

## MarseilleS (2022)
En 1986 à Marseille, la réalisatrice filme Fatima, immigrée algérienne, puis des militants du Front National et leur rencontre. Elle visite ensuite une radio antiraciste. En 2018, elle retrouve les fils de Fatima qui évoquent les séquelles de la guerre d'Algérie, les ratonnades de 1973, la marche pour l'Égalité de 1983, les problèmes de l'immigration et la place de l'islam dans leur vie. L'idéologie d'extrême-droite n'a pas changé mais elle est devenue dominante.

## Filmographie

### Actrice
- 1985 : Un homme comblé de Paula Delsol
- 1985 : Diesel de Robert Kramer
- 2008 : Soit je meurs, soit je vais mieux de Laurence Ferreira Barbosa

### Réalisatrice
- 1995 : L'Estaque
- 2003 : Les Baigneuses
- 2007 : Suzanne
- 2013 : Le Voile brûlé[1]
- 2016 : Algérie du possible[2]
- 2022 : MarseilleS

## Publications
- Vénus en Scorpion, 1989.

### Le Voile brûlé(2004)
Éditions Flammarion
Orphelins, un frère et une sœur vivent ensemble dans une cité de banlieue. Chacun de leur côté, ils tracent leur chemin. Le frère passe la plupart de son temps à rendre service à ses voisins, tandis que sa sœur se passionne pour le théâtre. L'un vit cloisonné entre les murs des HLM, l'autre s'en évade en incarnant des personnages imaginaires. Jusqu'au jour où le frère refuse que sa sœur continue ses cours de théâtre. Ils s'enferment alors dans un douloureux combat fraternel, dont aucun des deux ne pourra sortir indemne.
- Le Voile brûlé, 2004.

## Distinctions
- 1989 : Vénus en Scorpion (prix Canal+)
- 2003 : Les Baigneuses (mention spéciale au Festival de Séoul Digital Express, Corée du Sud)
- 2003 : Les Baigneuses (mention spéciale au Festival international de Gibàra, Cuba)
- 2006 : Suzanne (prix du Jury Jeune au 59e Festival de Locarno, Suisse - prix Terra Nova au Silver Images Award, Chicago)